# موغامي
موغامي  هي بلدية في اليابان، وبلدة في اليابان، تقع في ياماغاتا، بلغ عدد سكانها 8,379  نسمة وذلك حسب إحصائيات سنة 2018، تبلغ مساحتها 330.37 كيلومتر مربع.

## الموقع
تشترك في الحدود مع:
- شينجو، ياماغاتا
- أوساكي، مياغي
- مقاطعة كامي  [لغات أخرى]‏
- مقاطعة موغامي  [لغات أخرى]‏
- أوبانازاوا، ياماغاتا
- يوزاوا آكيتا.